# Tam i z powrotem (film)
Tam i z powrotem – polski film kryminalny z 2001 w reżyserii Wojciecha Wójcika. Inspiracji dla filmu dostarczył napad na bank w Łodzi w 1965 roku. Zdjęcia kręcono w Łodzi, Warszawie i Modlinie.

## Opis fabuły
Rok 1965. Zdolny lekarz, z powodu przeszłości spędzonej w Armii Krajowej i konsekwentnej apolityczności, nie może otrzymać paszportu, a przez to – spotkać się z żoną i córką mieszkającymi w Australii. Jeden z pacjentów, malarz borykający się z problemami finansowymi, który marzy o ucieczce z Polski, niespodziewanie proponuje wyjście z sytuacji: paszport trzeba kupić, a jedynym sposobem zdobycia znacznej sumy pieniędzy jest napad na bank. Podjęcie ryzykownej decyzji o napadzie to dla nich obu dopiero początek drogi wiodącej do ucieczki. W trakcie realizacji planu pojawiają się bowiem komplikacje.

## Obsada
- Janusz Gajos – dr Andrzej Hoffman
- Jan Frycz – malarz Piotr Jurek „Klimek”
- Edyta Olszówka – Krystyna, partnerka Piotra Klimka
- Olaf Lubaszenko – porucznik Niewczas z SB
- Mirosław Baka – cinkciarz Wiesław Król
- Krzysztof Kołbasiuk – ordynator, zwierzchnik Hoffmana
- Sławomir Orzechowski – ksiądz
- Janusz Nowicki – pułkownik Lesień, naczelnik wydziału paszportowego
- Ireneusz Machnicki – interesant
- Wojciech Walasik – milicjant
- Bogusław Sar – konwojent
- Jan Pęczek – kapitan Molski ze służby kryminalnej
- Martyna Kliszewska – pielęgniarka
- Witold Dębicki – kościelny
- Waldemar Czyszak – dryblas
- Paweł Burczyk – młody lekarz
- Maciej Wilewski – tajniak
- Lucyna Malec – sekretarka Lesienia

## Nagrody
2002:
- Tarnowska Nagroda Filmowa
  - Brązowa Statuetka Lewity – Nagroda Główna
- Lato Filmowe w Kazimierzu Dolnym
  - nagroda publiczności dla najlepszego filmu polskiego
- 27. Festiwal Polskich Filmów Fabularnych w Gdyni
  - nagroda za reżyserię – Wojciech Wójcik
  - nagroda za kostiumy – Elżbieta Radke
  - nagroda za montaż – Marek Denys (nagroda przyznana pośmiertnie)
  - nagroda festiwalu w Toronto dla największej indywidualności – Wojciech Wójcik za podjęcie historycznie ważnego tematu i przekazanie głębokich wartości moralnych
  - Złoty Klakier dla najdłużej oklaskiwanego filmu festiwalu (czas: 9 minut 57 sekund)

2003:
- Ogólnopolski Festiwal Sztuki Filmowej „Prowincjonalia” we Wrześni
  - nagroda dla najlepszego aktora – Janusz Gajos
- Orzeł, Polska Nagroda Filmowa
  - nominacja za najlepszy film
  - nominacja za reżyserię – Wojciech Wójcik
  - nominacja za scenariusz – Anna Świerkocka i Maciej Świerkocki
  - nominacja za scenografię – Jacek Osadowski
  - nominacja za dźwięk – Piotr Domaradzki
  - nominacja za montaż – Marek Denys
  - nominacja za główną rolę męską – Janusz Gajos
  - nominacja za główną rolę kobiecą – Edyta Olszówka
  - nominacja za drugoplanową rolę męską – Jan Frycz